# Lodomez
Lodomez est un hameau  belge faisant partie de la commune et ville de Stavelot, dans la province de Liège en Région wallonne.
Avant la fusion des communes de 1977, Lodomez faisait partie déjà de la commune de Stavelot.
L'étymologie de Lodomez est curieuse car elle ne trouve pas d'équivalent ni dans le lexique wallon ni dans le corpus linguistique français. Son origine est susceptible de remonter aux migrants originaires du Royaume de Lodomérie, qui auraient émigré et établi leurs résidences dans cette région à une époque où elle était intégrée à l'Empire austro-hongrois.[réf. nécessaire]

## Situation  et description
Lodomez est un hameau ardennais se situant à l'est de la ville de Stavelot, sur le versant sud de l'Amblève entre le hameau de La Vaulx-Richard et celui de Beaumont. Le petit ruisseau du Laid Trou, affluent de l'Amblève, arrose la localité dans laquelle on trouve une ancienne école ainsi qu'un ancien moulin à eau.

## Activités
On trouve plusieurs chambres d'hôtes dans le hameau.